# 위안양현 (훙허)
위안양현(하니어:예이착, 한국어: 원양현, 중국어: 元阳县, 병음: Yuányáng Xiàn)은 중화인민공화국 윈난성 훙허 하니족 이족 자치주의 현급 행정구역이다. 계단식 논밭이 장관인 것으로 유명하다. 넓이는 2292km2이고, 인구는 2007년 기준으로 390,000명이다. 인구의 88%가 소수민족이고 95%가 농업 관련 일에 종사한다.

## 개관

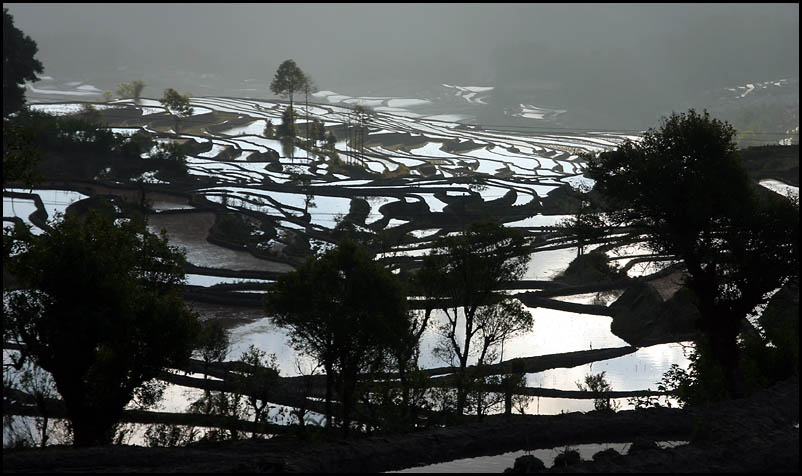
위안양현의 계단식 논밭

2002년 위안양현의 GDP는 6억 3천만 위안이었다. 현청 소재지는 난사 진(南沙镇, 신위안양)으로 홍강 계곡의 해발고도 240m 지점에 위치해있다. 위안양은 예전 현청 소재지였던 신제 진(新街镇, 구위안양)에서 북동쪽으로 12km 떨어진 곳에 위치해있고 27km 길이의 구불구불한 산길에 의해 연결된다. 구위안양의 남쪽 판즈화 향(攀枝花乡)은 계단식 논밭의 또다른 주요 계곡의 정상 주변에 위치해있다. 위안양현에는 총 928개의 촌락이 있고 이 중 826개 촌락이 하나의 민족만 거주하는 촌락이다.
신제 진은 아이라오산맥의 해발 1570m 꼭대기에 위치한 하니족 촌락이다. 최소한 1300년 전부터 하니족이 경작해 온 주변 산들의 계단식 논밭 덕분에 사진가들의 인기있는 목적지이다. 자연을 극복한 풍경의 아름다움과 다채로운 소수민족들에도 불구하고 먼 위치와 주변에 공항의 부족, 최근까지 열악한 도로 사정 때문에 이 지역의 대중을 위한 관광은 아직 개발되지 않았다.
방문자들에게 인기있는 계단식 논밭 지역은 주로 해발고도 1000~2000m 사이에서 발견된다. 비록 이곳의 겨울 기온은 결코 영하로 떨어지지 않지만 쌀은 1년에 한번만 경작이 가능하다. 고도에 따라 9월 중순부터 11월 중순까지의 수확을 마친 후에 계단식 논밭은 씨를 뿌리는 4월까지 물로 채워진다. 주요 소수민족은 하니족이고 이족, 먀오족도 거주한다. 마을의 장이 서는 날에는 화려한 전통 의상을 입은 근처의 소수민족들이 교역과 화합을 위해 모인다.
2008년 중화인민공화국 문화 유산국은 훙허 하니족 계단식 논밭의 세계유산으로의 지정을 신청했다.

## 지리
위안양현은 홍강 유역의 해발고도 140m 지점부터 아이라오산맥의 3000m 지점에 걸쳐 놓여있고 베트남과의 국경에서 북쪽으로 50km 떨어져있다.
위안양의 기후는 온난 습윤 기후로 여름은 습하고 겨울은 건조하다. 연평균 기온은 홍강 계곡의 26도에서부터 산 정상은 4도에 이른다.
위안양현의 서쪽의 가장 큰 마을은 스핑과 위안장이다. 거주시는 북동쪽의 주요 마을이자 훙허 주의 주도이다. 위안양에서 정북쪽 70km 떨어진 곳에는 흥미로운 유적이 있는 작은 도시 젠수이가 놓여있다. 남동쪽으로 몇 시간 떨어지지 않은 곳에는 주요 하니족 거주지에서 현대 도시로 변모한 리춘이 있다.
최근에 고속도로의 건설 덕분에 현에서 북쪽으로 30km 떨어진 윈난 성의 성도 쿤밍에서 버스로 7시간만에 도착이 가능해졌다. 버스는 또한 베트남과 국경을 맞댄 허커우에도 연결된다.

## 기후
| Yuanyang (1981−2010)의 기후                    | Yuanyang (1981−2010)의 기후 | Yuanyang (1981−2010)의 기후 | Yuanyang (1981−2010)의 기후 | Yuanyang (1981−2010)의 기후 | Yuanyang (1981−2010)의 기후 | Yuanyang (1981−2010)의 기후 | Yuanyang (1981−2010)의 기후 | Yuanyang (1981−2010)의 기후 | Yuanyang (1981−2010)의 기후 | Yuanyang (1981−2010)의 기후 | Yuanyang (1981−2010)의 기후 | Yuanyang (1981−2010)의 기후 | Yuanyang (1981−2010)의 기후 |
| 월                                             | 1월                         | 2월                         | 3월                         | 4월                         | 5월                         | 6월                         | 7월                         | 8월                         | 9월                         | 10월                        | 11월                        | 12월                        | 연간                        |
| ---------------------------------------------- | --------------------------- | --------------------------- | --------------------------- | --------------------------- | --------------------------- | --------------------------- | --------------------------- | --------------------------- | --------------------------- | --------------------------- | --------------------------- | --------------------------- | --------------------------- |
| 역대 최고 기온 °C (°F)                         | 35.0 (95.0)                 | 37.8 (100.0)                | 41.3 (106.3)                | 42.7 (108.9)                | 43.2 (109.8)                | 40.5 (104.9)                | 42.0 (107.6)                | 40.9 (105.6)                | 42.2 (108.0)                | 38.3 (100.9)                | 37.0 (98.6)                 | 35.6 (96.1)                 | 43.2 (109.8)                |
| 일평균 최고 기온 °C (°F)                       | 23.5 (74.3)                 | 26.5 (79.7)                 | 29.6 (85.3)                 | 33.3 (91.9)                 | 33.9 (93.0)                 | 34.8 (94.6)                 | 34.1 (93.4)                 | 34.3 (93.7)                 | 33.6 (92.5)                 | 31.0 (87.8)                 | 28.0 (82.4)                 | 24.4 (75.9)                 | 30.6 (87.0)                 |
| 일일 평균 기온 °C (°F)                         | 17.5 (63.5)                 | 19.9 (67.8)                 | 23.1 (73.6)                 | 26.5 (79.7)                 | 27.7 (81.9)                 | 29.1 (84.4)                 | 28.7 (83.7)                 | 28.3 (82.9)                 | 27.2 (81.0)                 | 25.2 (77.4)                 | 21.1 (70.0)                 | 18.2 (64.8)                 | 24.4 (75.9)                 |
| 일평균 최저 기온 °C (°F)                       | 13.6 (56.5)                 | 15.6 (60.1)                 | 18.5 (65.3)                 | 21.6 (70.9)                 | 23.3 (73.9)                 | 25.3 (77.5)                 | 25.2 (77.4)                 | 24.7 (76.5)                 | 23.2 (73.8)                 | 21.5 (70.7)                 | 16.7 (62.1)                 | 14.2 (57.6)                 | 20.3 (68.5)                 |
| 역대 최저 기온 °C (°F)                         | 4.5 (40.1)                  | 7.0 (44.6)                  | 8.3 (46.9)                  | 14.3 (57.7)                 | 15.8 (60.4)                 | 20.1 (68.2)                 | 22.0 (71.6)                 | 20.1 (68.2)                 | 16.0 (60.8)                 | 12.7 (54.9)                 | 8.6 (47.5)                  | 3.7 (38.7)                  | 3.7 (38.7)                  |
| 평균 강수량 mm (인치)                          | 29.0 (1.14)                 | 34.0 (1.34)                 | 42.2 (1.66)                 | 87.6 (3.45)                 | 174.7 (6.88)                | 176.6 (6.95)                | 182.7 (7.19)                | 143.1 (5.63)                | 115.3 (4.54)                | 91.1 (3.59)                 | 77.7 (3.06)                 | 27.1 (1.07)                 | 1,181.1 (46.5)              |
| 평균 상대 습도 (%)                             | 68                          | 64                          | 63                          | 64                          | 68                          | 73                          | 77                          | 77                          | 74                          | 73                          | 72                          | 71                          | 70                          |
| 출처: China Meteorological Data Service Center |                             |                             |                             |                             |                             |                             |                             |                             |                             |                             |                             |                             |                             |

## 민족
하니족, 먀오족, 야오족, 다이족, 좡족, 이족, 한족이 거주한다.
하니족과 이족은 위안양 현을 유명하게 만든 기념비적인 계단식 논밭의 창조자로 이 지역의 원주민이다. 이들의 언어는 모두 티베트버마어족에 속한다. 이들의 마을은 주로 해발고도 1300~1600m 사이에서 발견된다.
다이족은 700년 전에 이곳으로 이주해왔다. 좡족은 400년 전에 왔다. 이들의 언어는 모두 따이까다이어족에 속한다. 이들의 마을은 강을 따라 해발고도 700m 이하의 따뜻한 지역에 위치해있다.
먀오족과 야오족은 몽몐어족에 속하며 200~270년 전으로 최근에 이곳에 도착했다. 마을은 1600~1800m 사이에 위치하여 시원하고 건조하며 옥수수를 재배한다.

## 행정 구역
2개 진, 12개 향을 관할한다.
- 진: 南沙镇, 新街镇.
- 향: 牛角寨乡, 沙拉托乡, 嘎娘乡, 上新城乡, 小新街乡, 逢春岭乡, 大坪乡, 攀枝花乡, 黄茅岭乡, 黄草岭乡, 俄扎乡, 马街乡.

## 같이 보기
- 논